# Сосновешка епархия
Сосновешката епархия (на полски: Diecezja sosnowiecka; на латински: Dioecesis Sosnoviensis) е административно-териториална единица на католическата църква в Полша, западен обред. Суфраганна епископия на Ченстоховската митрополия. Установена на 25 март 1992 година с булата „Totus Tuus Poloniae Populus“ на папа Йоан-Павел II. Заема площ от 2 000 км2 и има 622 500 верни. Седалище на епископа е град Сосновец.

## Деканати
В състава на епархията влизат двадесет и три деканата.
| - Деканат „Бенджин-Свети Йоан-Павел II“ - Деканат „Бенджин-Света Троица“ - Деканат „Волбром-Въздвижение на Светия Кръст Господен“ - Деканат „Волбром-Света Катерина“ - Деканат „Домброва Гурнича-Пресвета Дева Мария на ангелите“ - Деканат „Домброва Гурнича-Пресвето Сърце Исусово“ - Деканат „Домброва Гурнича-Свети Антоний Падиански“ - Деканат „Лази“ | - Деканат „Олкуш“ - Деканат „Пилица“ - Деканат „Славкув“ - Деканат „Сончув“ - Деканат „Сосновец-Света Варвара“ - Деканат „Сосновец-Исус Христос, Цар на Вселената“ - Деканат „Сосновец-Свети ап. Тома“ - Деканат „Сосновец-Света Ядвига Шльонска“ | - Деканат „Соновец-Успение на Пресвета Дева Мария“ - Деканат „Сулошова“ - Деканат „Челядж“ - Деканат „Шевеж“ - Деканат „Явожно-Пресевета Дева Мария на непрестанната помощ“ - Деканат „Явижно-Св. св. Войчех и Катерина“ - Деканат „Ярошовец“ |